# As Três Vidas
As Três Vidas é um romance do escritor português João Tordo publicado em 2008 pela editora QuidNovi, vencedor da sexta edição do Prémio Literário José Saramago, em 2009.
Este romance de mistério e suspense da primeira à última página, mais concretamente até à última palavra, o jovem autor deste romance «As Tres Vidas» oferece-nos uma narrativa viciante onde o narrador e personagem principal, rapaz modesto de poucas posses, vai trabalhar num negócio de contornos obscuros numa quinta do Alentejo, onde um grande espião e contra-espião, Milhouse Pascal, que passou por várias grandes guerras do século XX, dá consultas a outros usando métodos estranhos e de resultados imprevisíveis. Apaixonando-se pela sua neta, Camila, entra em desespero quando esta desaparece após uma viagem a Nova Iorque. Numa investigação em companhia do seu avô já em estado de saúde muito debilitado, a pouco e pouco se vai desenrolando o novelo dos mistérios que envolvem toda aquela família, levando-o à desgraça total e a uma posterior reabilitação lenta e penosa, tal como o próprio narra logo no princípio do livro, como isco que atrai o leitor e o prende completamente ao romance tal a expectativa criada e os véus subtilmente abertos mas nunca completamente até ao final do livro. 
Entre histórias de espiões e de funambulismo (andar em cima de uma corda bamba), a busca de um ideal contra tudo e contra todos por parte de Camila, o desastre das torres gémeas em 2001 é um dos pontos-chave do romance e que vai permitir que todo o novelo se desembarace fazendo o narrador voltar a uma vida normal e monótona, contraponto de uma ilusão que alimentou e que quase concretizou. As suas 3 vidas: ilusão, penitência e de volta à realidade, são narradas com uma mestria que deixa a atmosfera interior e exterior do narrador completamente impregnadas no coração e intelecto do leitor, tornando este romance um marco na vida do leitor difícil de esquecer.